# Jack Kilby
Jack St Clair Kilby (ngày 8 tháng 11 năm 1923 - ngày 20 tháng 6 năm 2005) là một kỹ sư điện tử người Mỹ đã tham gia (cùng với Robert Noyce) trong việc chế tạo mạch tích hợp đầu tiên khi làm việc tại Texas Instruments (TI) năm 1958. Ông đã được trao giải Nobel Vật lý vào năm 2000. 
Ông cũng là người phát minh ra máy tính cầm tay và máy in nhiệt.
Giải Nobel đầu tiên của năm 2000 được trao cho ông vì các thành tựu đặt nền tảng cho công nghệ thông tin hiện nay. Vào năm 1958, ông đã chế tạo mạch tích hợp đầu tiên mà trong đó các chi tiết điện tử được xây dựng trong một thực thể duy nhất tạo thành từ vật liệu bán dẫn, sau này gọi là các chip. Điều này mở ra con đường thu nhỏ kích thước và sản xuất hàng loạt các mạch điện tử. Kết hợp với việc phát triển các linh kiện dựa trên các cấu trúc không đồng nhất miêu tả trước đây (nhờ đó mà Alferov và Kroemer được nhận một nửa giải Nobel), mạch tích hợp dẫn đến cuộc cách mạng công nghệ thông tin đã thay đổi rất nhiều xã hội của chúng ta ngày nay.